# Shape
«Shape» — англомовний журнал для жінок, виходить раз на місяць. Журнал започаткувала компанія Weider Publications в 1981, яка належить фітнес-тренеру Кристині МакІнтайр. На той час Weider Publications в основному працювала над журналом по бодібілдингу «Muscle & Fitness». Джо Вайдер і Кристина МакІнтайр мали різні погляди на те, яким має бути «Shape»: Вайдер прагнув мати менше журналістської роботи і більше концентруватися на комерційному підходу до статей; МакІнтайр наполягала на більш академічному поданні матеріалу, а також на статтях, які би були підтримані консультаціями із професійними лікарями. Вайдер хотів концентруватися на сексуальності тіла, тоді як МакІнтайр прагнула підтримувати здоровий вигляд тіла жінок і уникати прямого акценту на сексуальності.
Кристина МакІнтайр здобула перевагу і почала працювати над журналом, у якому статті були підтримані порадами лікарів, моделі для обкладинок виглядали скоріш здоровими, ніж сексуальними, а подання інформації в журналі була стримане від сексизму. Кристина МакІнтайр була головним редактором журналу до самої смерті в 1988. Наразі редактором є Тара Крафт.
В 2002 році компанія Weider Publications була викуплена American Media. Офіційно журнал продається більш ніж у 20 країнах, особливої популярності він набув в США, Угорщині і Польщі. В Німеччині, Австрії та Швейцарії випускають журнал на німецькій мові.
28 січня 2015 року права на журнал «Shape» придбала корпорація Meredith Corporation. Було сповіщено, що журнал «Fitness Magazine», який видавався цієї корпорацією, буде закритим у травні 2015.
Журнал розрахований на аудиторію дорослих жінок від 20 до 49 років, які хочуть покращити своє фізичне і психічне здоров'я. В журналі міститься багато інформації про фітнес, дієти, правильне харчування, психологію, моду й місця, де можна гарно відпочити. З травня 2003 журнал видається в форматі big-pocket.